# Heinrich Adam Neeb

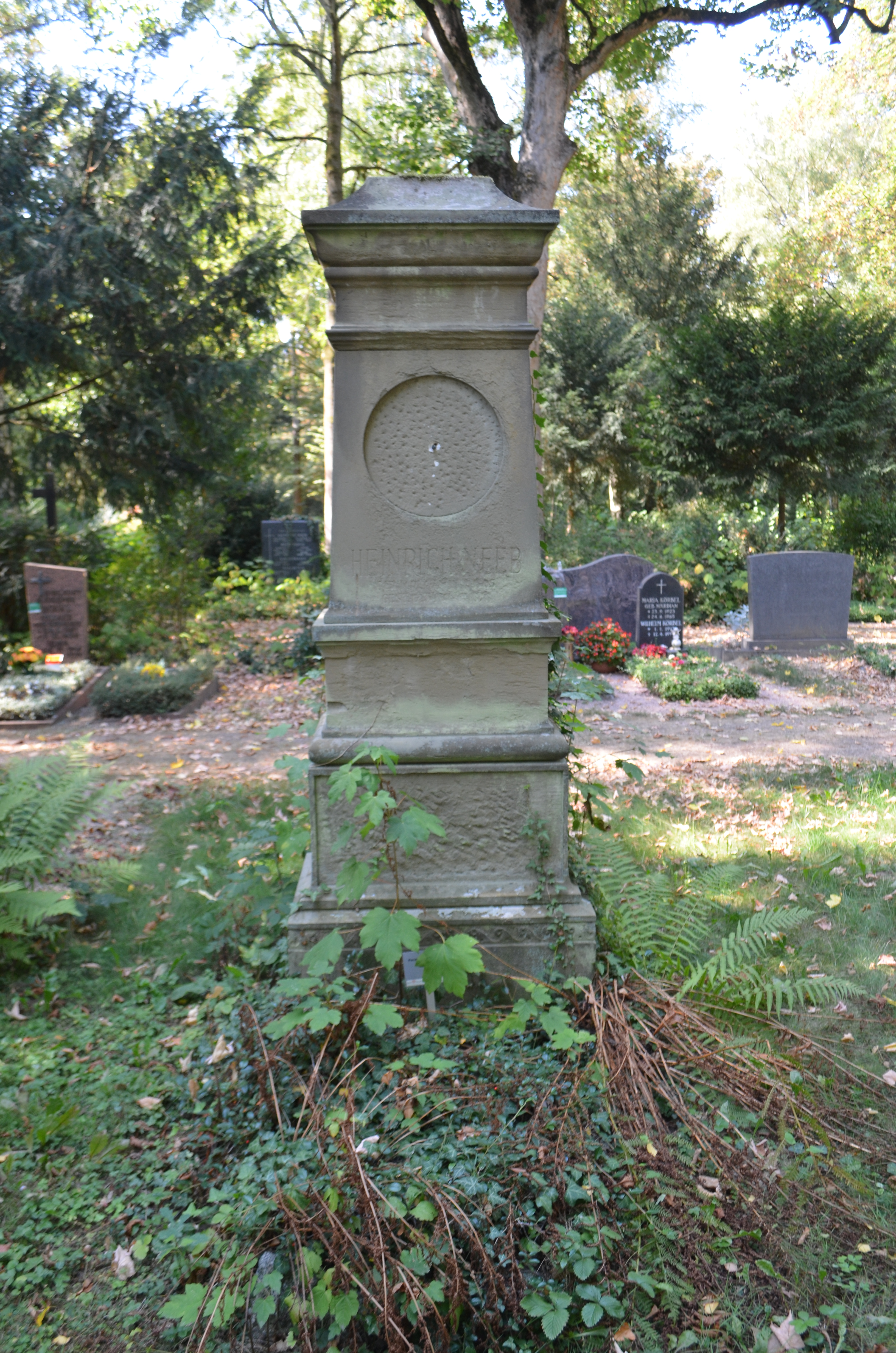
Neebs Grab auf dem Frankfurter Hauptfriedhof

Heinrich Adam Neeb (* 1. Dezember 1805 in Lich; † 17. Januar 1878 in Frankfurt am Main) war ein Frankfurter Chorleiter und Komponist.

## Leben
Neeb war der Sohn des Organisten der Stadtkirche in Lich. Seiner Organistenausbildung erhielt Neeb bei Georg Christoph Winkelmeier (1787–1831) in Worms, weiteren Musikunterricht erhielt er bei dem Pianisten Aloys Schmitt. Er organisierte das Große Deutsche Sängerfest von 1838, gründete 1853 den Gesangverein Germania, 1858 das Neeb'sche Quartett. Innerhalb des Freien Deutschen Hochstift dessen Ehrenmitglied er war, gründete 1881 die Neeb'sche Stiftung zur Unterstützung bedürftiger Tonkünstler, die er mit dem Großteil seines Vermögens bedachte. Zudem wurde er in die Frankfurter Freimaurerloge Carl zum Lindenberg aufgenommen.
Nach ihm ist die Neebstraße in Frankfurt-Bornheim benannt. In seiner Geburtsstadt Lich erinnert seit 1938 ein Denkmal an ihn.